# Federația Română de Yachting
Federația Română de Yachting (FRY) este o structură sportivă de interes național, având ca obiect yachtingul de performanță și manifestările nautice ce se adresează atât ambarcațiunilor cu vele cât și cu motor pe teritoriul României.